# Opération Waldfest
Seconde Guerre mondiale
L'opération Waldfest  (« Fête de la forêt ») pendant la Seconde Guerre mondiale est une opération allemande dans les Vosges pour contrer la résistance française, l'opération alliée Loyton et mettre en œuvre une politique de la terre brûlée devant la ligne  « Schutzwall West » (Mur de protection Ouest) qui doit stopper ou freiner l'avance des alliés. Elle prévoit de déporter tous les hommes en âge de combattre en Allemagne comme travailleurs forcés.
Elle a été réalisée en deux étapes, entre septembre et novembre 1944, par des unités de la Wehrmacht et de l'Allgemeine SS.
Elle a entraîné la destruction de 7 500 bâtiments. 39 SAS prisonniers sont exécutés en application de l'« ordre Commando » d'Hitler. Près de 1 500 Français civils ou combattants sont tués dans les combats ou exécutés et près de 14 000 civils sont envoyés en Allemagne comme travailleurs forcés. 3 800 civils sont déportés vers les camps de concentration, les deux tiers y sont morts. Après la guerre, un certain nombre de responsables allemands de la Wehrmacht et des SS sont jugés et condamnés pour crime de guerre.
Pendant la Première Guerre mondiale, une offensive allemande, dans l'Est de la France, a porté le même nom.

## Contexte

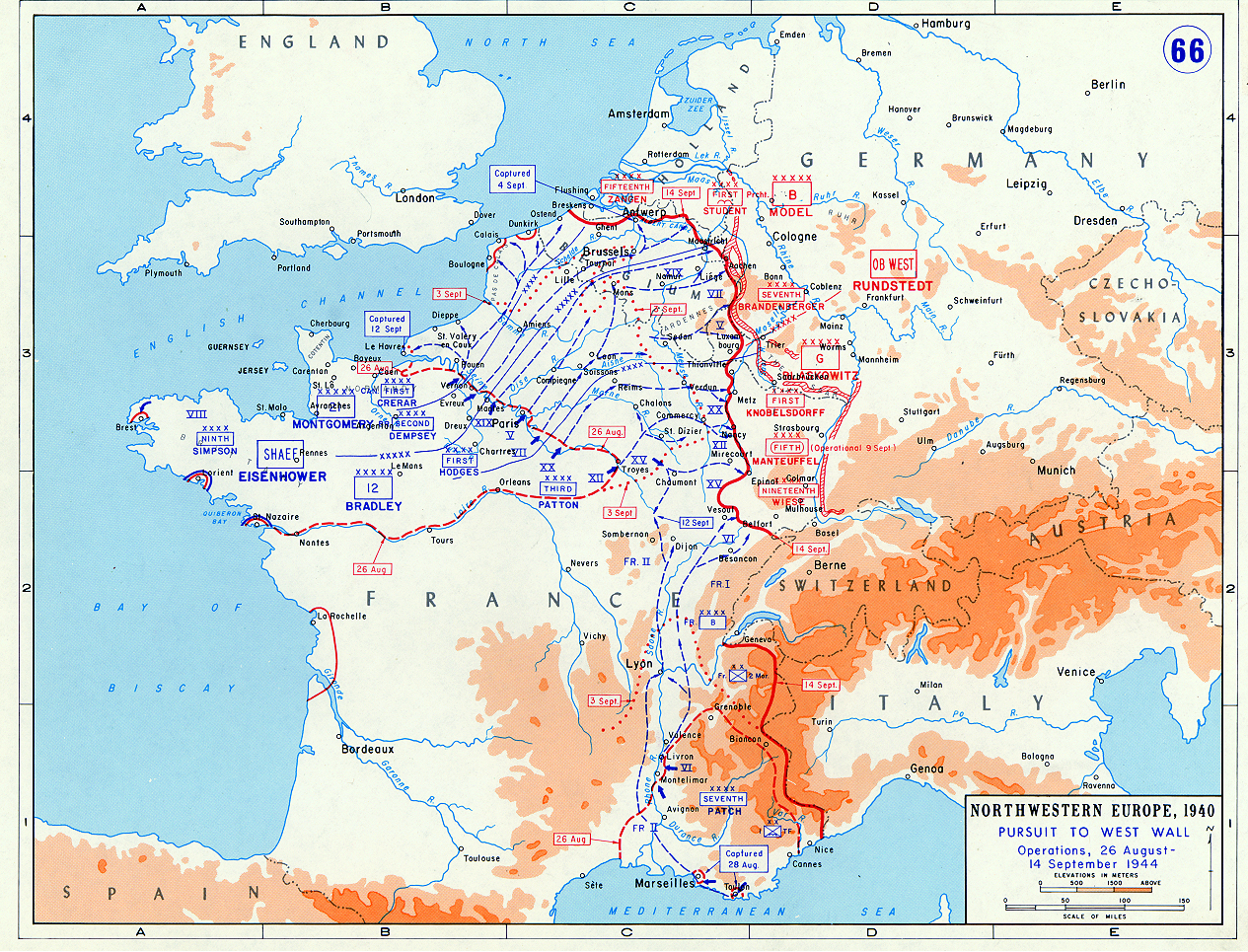
Front occidental en 1944.

À la suite de la réussite du débarquement allié en Normandie le 6 juin 1944 et avant la libération de Paris le 26 août 1944, les forces allemandes dans les Vosges ont reçu l'ordre d'établir une position défensive à l'ouest de la ligne de crête, baptisée « Schutzwall West » (Mur de protection Ouest). Jusqu'à 30 000 membres de la jeunesse hitlérienne allemande sont affectés à la construction de la ligne fortifiée. Prévue comme une fortification massive s'étendant du sud de la Belgique à la frontière suisse, elle n'est pratiquement pas achevée en raison d'un manque de ressources, mais aussi du harcèlement des groupes de maquisards.
Le plan allemand prévoit de détruire tous les villages devant cette position défensive pour éliminer tout abri pour les forces alliées au cours de l'hiver à venir. La population locale doit être évacuée et la population masculine âgée de 15 à 60 ans doit être déportée en Allemagne comme travailleurs forcés. Cette politique de la terre brûlée a auparavant été appliquée principalement en Europe de l'Est mais jamais sur le front occidental.
Le 8 juillet 1944, Wilhelm Keitel, chef du haut commandement des forces armées allemandes, ordonne que tous les civils valides impliqués ou soupçonnés d'être dans la résistance locale doivent être déportés vers l'Allemagne comme travailleurs forcés. Le 2 novembre 1944, le général Hermann Balck, commandant du groupe d'armées G, ordonne que toutes les forces allemandes dans les Vosges se retirent sur la ligne défensive  « Schutzwall West ». La zone à l'ouest de la position doit être détruite et tous les biens comme le bétail et la nourriture évacués. La population locale doit être soit déportée, soit concentrée dans une partie du village. Ces dernières doivent être sélectionnées de manière à pouvoir être prises sous le feu de l'artillerie tandis que les autres parties des villages sont détruites. Tous les ponts doivent être détruits et les forces ennemies ne doivent pas trouver de bâtiments habitables pendant l'hiver.
L'Alsace, à l'est de la ligne de crête des Vosges a été annexée en 1940. L'action des maquis y est plus difficile tandis que, dans la partie ouest, elle augmente considérablement au milieu de 1944.

## L'opérationWaldfest
L'opération Waldfest s'est déroulée en deux parties, Waldfest 1 et Waldfest 2. Heinrich Himmler accorde une importance particulière à l'opération. À Gérardmer le 6 septembre 1944, il participe à une conférence pour s'assurer que la frontière allemande à l'ouest est défendue à tout prix.
Pendant Waldfest, les responsables pour la Wehrmacht sont les généraux Erich von Kirchbach et Hermann Balck, pour la Gestapo et les SS, Carl Oberg, SS et chef de police et pour la France (basé à Nancy mais relocalisé à Fraize à la mi-septembre), Friedrich Suhr, SS et chef de police en Alsace, et Erich Isselhorst, commandant de la Sicherheitspolizei pour la Bade et l'Alsace.
La base principale de l'opération est le camp de sureté de Schirmeck (Sicherungslager Schirmeck-Vorbruck), commandé par Karl Buck.
La Wehrmacht et les unités SS sont soutenues par des collaborateurs français et la milice française.

### Déroulement des opérations

#### Waldfest1

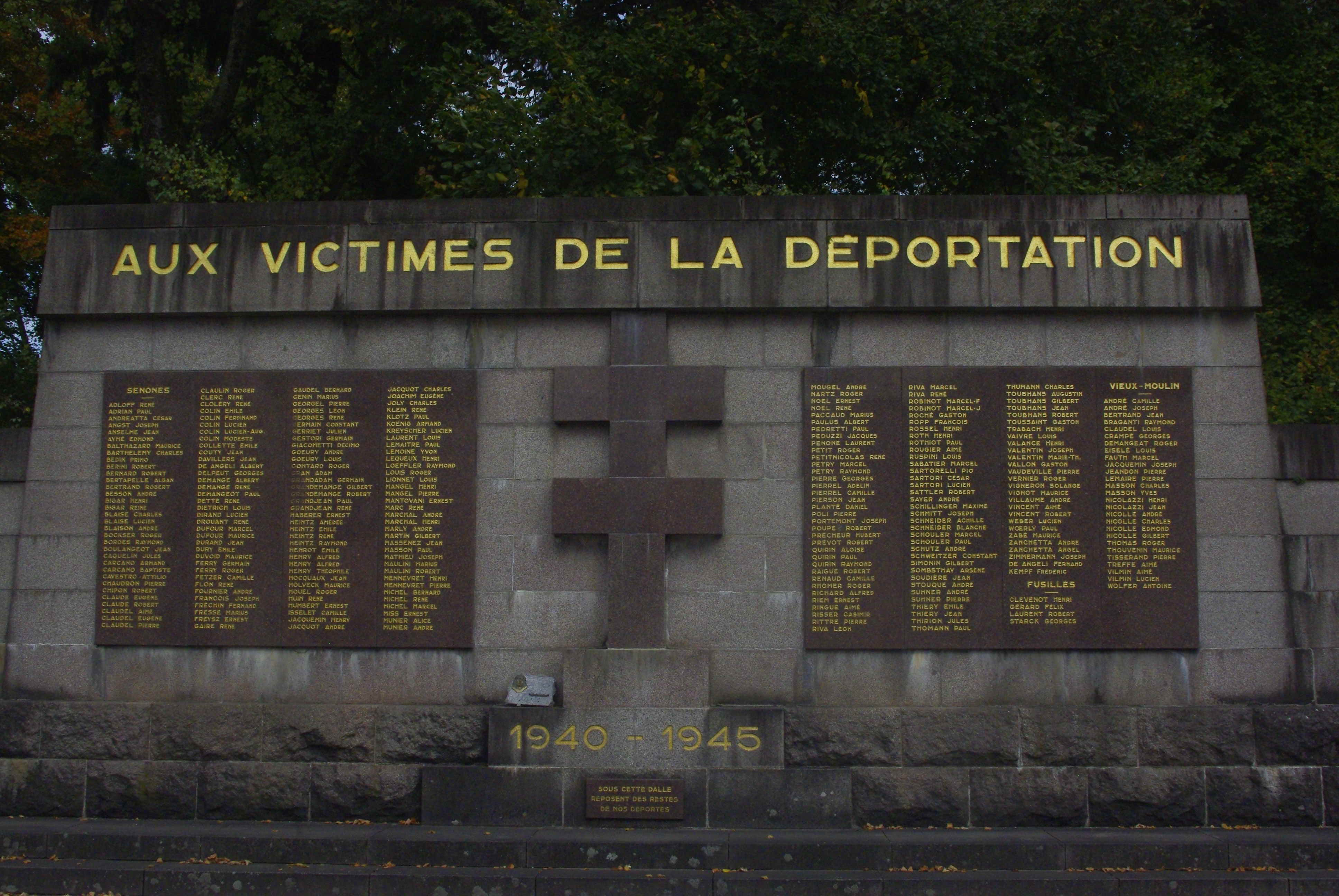
L'imposant monument aux victimes de la déportation de la petite ville vosgienne de Senones.

Waldfest 1 commence en septembre 1944, sous le commandement d'Isselhorst et de son adjoint, Wilhelm Schneider. Elle est dirigée depuis Strasbourg, après que la Wehrmacht a été incapable de vaincre les mouvements de résistances locaux. Les efforts d'Isselhorst ont été couronnés de succès et les agents du SAS dans la région, faisant partie de l'opération Loyton, sont capturés ou tués . La première étape de l'opération a duré du 1er au 30 septembre 1944. L'opération est réalisée par de petits Einsatzkommandos, variant en effectif de 30 à 100 hommes. Ils sont soutenus par des Jagdkommando (commandos de chasse de la Wehrmacht) sous le commandement du Generalmajor Franz Vaterrodt, basé à Strasbourg.

#### Waldfest2
Waldfest 2, la deuxième étape de l'opération, a duré du 1er octobre à novembre 1944. Elle vise la résistance locale, le Groupe mobile d'Alsace (GMA) Vosges mais aussi la population civile, les villes et les villages.
La vallée du Rabodeau, déjà visée lors de la première phase le 24 septembre lorsque 424 civils furent déportés dans des camps de concentration où 362 mourront ; sera une seconde fois frappée lors des journées du 5 et 6 octobre. Durant ces deux jours 392 jeunes hommes sont ainsi arrêtés et déportés ; 246 périront. Une troisième attaque dans la vallée, la plus violente, a lieu le 8 novembre. Cette fois, près de 8 000 civils sont expulsés et envoyés en Allemagne comme travailleurs forcés ; certains seront  libérés en chemin par l'armée française qui approche. Les événements de la vallée du Rabodeau ont conduit le général de Gaulle à la surnommer « La Vallée des Larmes » après la libération.
L'opération « Waldfest » prend fin définitivement en novembre 1944 lorsque la région est libérée par la 100e division d'infanterie américaine  du VI Corps lors de l'opération Dogface.

## Le prix payé

### Exécution des soldats des SAS capturés
Isselhorst ordonne l'exécution des membres des SAS britanniques capturés, ainsi que d'un certain nombre de civils français, de trois prêtres français et de quatre aviateurs américains. Le responsable de l'exécution, Karl Beck, juge imprudent de laisser des charniers de soldats alliés abattus dans une zone si proche de la ligne de front. Les prisonniers sont alors transférés à Gaggenau (Allemagne) le 21 novembre 1944. Ils sont d'abord détenus dans une prison locale, puis, le 25 novembre ou peu après, emmenés dans une forêt des environs et abattus d'une balle dans la tête dans un cratère de bombe. Un prisonnier tente de s'échapper, mais est également tué, .

### Population civile française
L'opération Waldfest a vu 376 civils exécutés et 110 combattants du maquis tués au combat. Un millier de civils sont morts dans les bombardements et 3 762 déportés vers des camps de concentration, les deux tiers n'en reviendront pas.
Plus de 11 000 civils des Vosges sont déportés en Allemagne comme travailleurs forcés, soit directement, soit dans le cadre du Service du travail obligatoire. Après-guerre, ils n'obtiennent pas le statut de déporté car ils ne remplissent pas les critères de détention dans des prisons ou des camps de concentration. Ce n'est que dans les années 1970 que les déportés reçoivent le titre de « Patriotes transférés en Allemagne ». L'Allemagne n'a commencé à les indemniser qu'à partir d'avril 2000, date à laquelle il en reste peu en vie, et selon des critères très stricts.
Waldfest a également vu la destruction de plus de 7 500 bâtiments dans la région. Le 14 novembre, à Saint-Dié-des-Vosges, 2 000 maisons sont détruites ou incendiées pendant cinq jours tandis que la cathédrale est dynamitée. La ville est libérée par l'armée américaine le 23 novembre. Saint-Dié-des-Vosges est la ville la plus détruite de l'est de la France pendant la Seconde Guerre mondiale.

## Après la guerre
Après la fin de la guerre, le major Eric Barkworth du 2nd Special Air Service Regiment est chargé d'établir ce qu'il est advenu des SAS capturés puis exécutés. Ses efforts aboutissent à la poursuite et à la condamnation de certains des coupables.
Pour le meurtre des parachutistes du SAS, Erich Isselhorst, Karl Oberg et Wilhelm Schneider sont condamnés à mort par un tribunal militaire britannique à Wuppertal (Allemagne) en juin 1946. Isselhorst est remis aux Français. Le général Willy Seeger, à l'époque des faits, responsable d'une division de la Wehrmacht de réserve en Alsace, est condamné à trois ans de prison et Helmut Schlierbach à dix ans tandis qu'un sixième accusé, Julius Gehrum, est acquitté et libéré. Mais il est ensuite condamné à mort par la France en mai 1947.
Isselhorst est une nouvelle fois condamné à mort en mai 1947 par un tribunal militaire français, et exécuté à Strasbourg le 23 février 1948. Schneider est  exécuté par les Britanniques à Hameln (Allemagne) le 23 janvier 1947, tandis qu'Oberg est gracié.
Karl Buck, commandant du camp de sûreté de Vorbruck-Schirmeck, est condamné à mort par un tribunal militaire britannique et français, sa condamnation est commuée en détention à perpétuité. Il est libéré en 1955. Il est inculpé à sept autres reprises en Allemagne de l'Ouest, mais n'est jamais condamné et il meurt libre en 1977.
Hermann Balck est condamné par un tribunal militaire français à Colmar à vingt ans de travaux forcés pour son rôle dans les opérations de terre brûlée mais n'est jamais extradé.
Hans-Dietrich Ernst, impliqué dans la déportation des Juifs d'Angers, fait également partie de l'opération Waldfest. Il est condamné à mort par contumace à trois reprises par la France, mais jamais extradé.

## Hommage
En 2015, le livre bilingue allemand-français Die Männer von Saint-Dié: Erinnerungen an eine Verschleppung - Les hommes de Saint-Dié: Souvenirs d'une déportation (The men of Saint-Dié: Memories of deportation) est publié conjointement par l' Association des déportés de Mannheim et la Gesamtschule Mannheim-Herzogenried, une école de Mannheim, en Allemagne. Il contient les témoignages de soixante travailleurs forcés français de Saint-Dié-des-Vosges déportés à Mannheim.